# Liste der Bodendenkmale in Langenweißbach
In der Liste der Bodendenkmale in Langenweißbach sind die Bodendenkmale der Gemeinde Langenweißbach und ihrer Ortsteile nach dem Stand der Auflistung von Volkmar Geupel aus dem Jahr 1983 aufgelistet. Eventuelle Änderungen und Ergänzungen, insbesondere aus der Zeit nach der Wende, sind nicht berücksichtigt, da für Sachsen aktuell keine neueren allgemein zugänglichen Bodendenkmallisten vorliegen. Die Baudenkmale sind in der Liste der Kulturdenkmale in Langenweißbach aufgeführt.
| Denkmal-ID | Fundart            | Ortsteil   | Bezeichnung              | Zeitstellung    | Lage                                     | Bemerkungen | Bild |
| ---------- | ------------------ | ---------- | ------------------------ | --------------- | ---------------------------------------- | --- | ---- |
| ?          | Befestigung > Burg | Grünau     | Wasserburg „Wohl“, „Wal“ | Mittelalter     | nördlicher Ortsteil, Quellmulde          | rechteckige Niederungsburg mit abgerundeten Ecken und umlaufendem wasserführendem Graben, Schutz seit 15. August 1958 |      |
| ?          | besonderer Stein   | Langenbach | Steinkreuz               | Spätmittelalter | nördlicher Ortsteil, westlich der Kirche | Rest einer Messer- oder Gabeleinzeichnung, Schutz seit 24. Februar 1964                                               |      |